# Peter Ustinov
Peter Ustinov eller Peter Alexander von Ustinov (født 16. april 1921, død 28. marts 2004) var en britisk forfatter, skuespiller, instruktør og debattør. Hans familiebaggrund var blandet: hans far var tysk statsborger og hans mor russisk. I kraft af faderens arbejde inden for det tyske diplomati, som nyhedskorrespondent og under 2. verdenskrig som efterretningsofficer for den britiske sikkerhedstjeneste rejste familien meget rundt. Det er årsag til at Peter Ustinov talte engelsk, fransk, spansk, tysk, italiensk og russisk og i mindre udstrækning tyrkisk og græsk.
I sin karriere som filmskuespiller er han mest kendt for sin medvirken i romer-filmene Quo Vadis? og Spartacus samt for at have spillet Hercule Poirot i et par film, først og fremmest i Døden på Nilen.
Ustinov modtog to gange en Oscar for bedste mandlige birolle. Først for sin rolle i Spartacus og siden for sin rolle i Topkapi.
Ved siden af skrev Ustinov også romaner og teaterstykker, ligesom har var en ivrig samfundsdebattør. Peter Ustinov var præsident for World Federalist Movement – der er fortaler for én verdensregering – fra 1991 til sin død. 

## Udvalgte Film
- One of Our Aircraft is Missing (1942)
- Quo Vadis? (1951)
- Spartacus (1960)
- Billy Budd (1962)
- Topkapi (1964)
- Døden på Nilen (1978)
- The Bachelor (1999)
- Luther (2003)